# Sommerau (an der Ruwer)
Sommerau (moselfränkisch: Summera) ist die kleinste Ortsgemeinde der Verbandsgemeinde Ruwer im Landkreis Trier-Saarburg in Rheinland-Pfalz. Im Ort befindet sich die Burgruine Sommerau. Die Ruwer mit dem Sommerauer Wasserfall ist ein Nebenfluss der Mosel.

## Geschichte

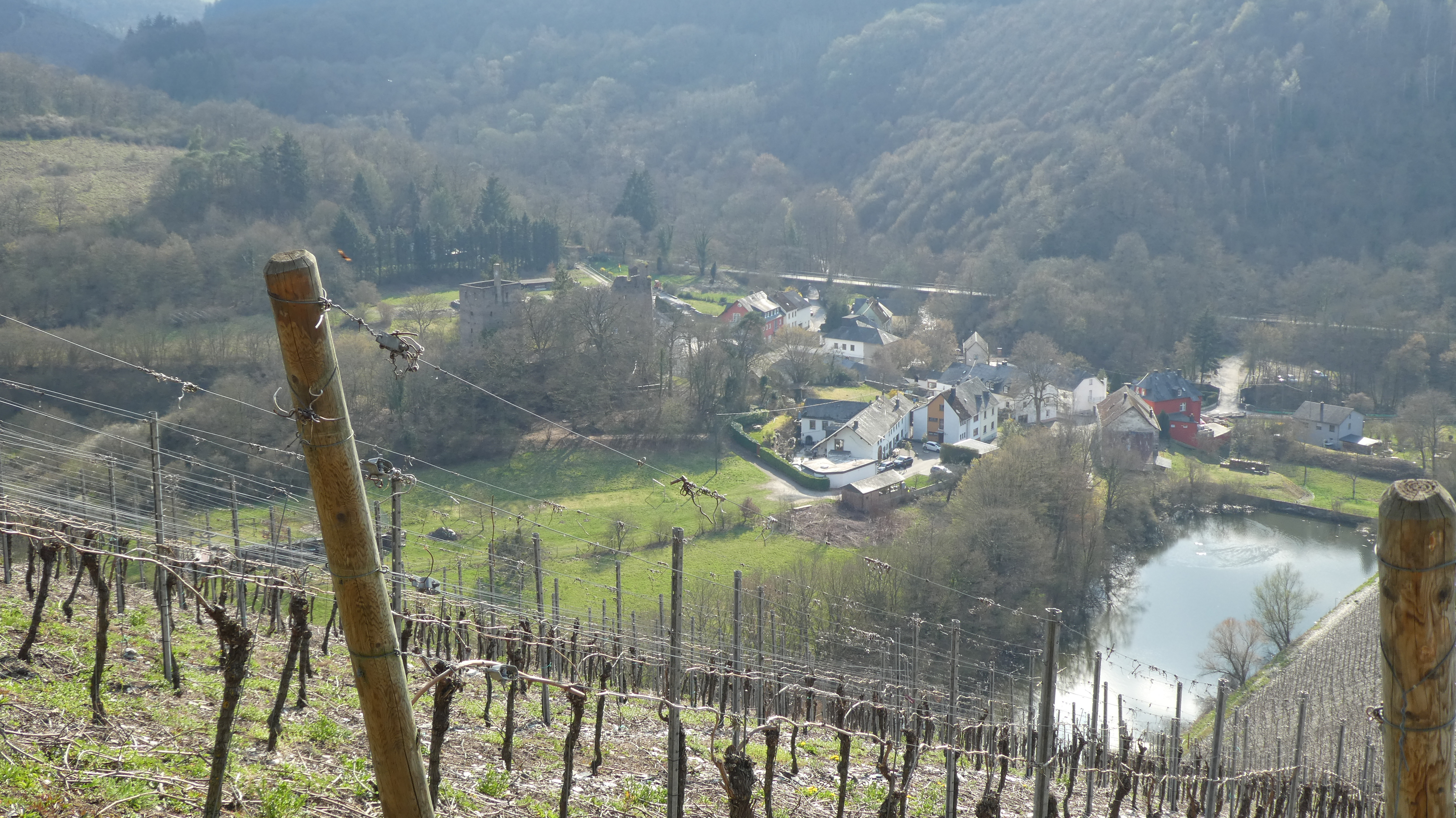
Sommerau mit Burgruine vom Wingertsberg aus gesehen.

Der Ort Sommerau wurde 1271 erstmals in einer Urkunde erwähnt, in der der Trierer Bürger Johann Walram den Ort, der in der Urkunde als „Sernauwe“ auftaucht, gegen andere Besitztümer tauscht, die an die Benediktinerabtei St. Matthias in Trier gehen.
Am 12. Juni 1303 erhält Johann Walram eine Pergamenturkunde vom Erzbischof Diether von Nassau (~1250–1307), dem er sein Haus bzw. seine Burg Sommerau mit allen umliegenden Gütern für 300 Pfund kleine Turnosen verkauft. Zusätzlich erhält Walram Haus und Burg als kurtrierisches Lehen für sich und seine Erben zurück (auch die weibliche Erbfolge und die von Seitenverwandten ist vereinbart, ein Afterlehen ist jedoch ausgeschlossen). Als Zeugen und Bürgen besiegeln die Trierer Johann von Rimberg, Hermann von Helfenstein und Peter von Eich, Schultheiß zu Koblenz, sowie der St. Pauliner Scholastiker Theoderich und Johanns Bruder Friedrich den Vertrag.
Wichtiger Punkt der Vertragsurkunde ist – zumindest aus der Sicht des Erzbischofs – das ihm eingeräumte Öffnungsrecht. Dem Erzbischof oder seinen von ihm entsandten Beamten steht damit die Burg Sommerau für friedliche als auch militärische Zwecke jederzeit offen. Der Erzbischof kann künftig nicht nur auf seine sieben Landesburgen – darunter die Grimburg und Saarburg – zurückgreifen, sondern auf ein immer dichter werdendes Netz von geöffneten Lehnburgen als unentbehrliche Stützen seiner Herrschaft. Vor allem Nassaus Nachfolger Balduin von Luxemburg (1307–1354) nutzt dieses System des Burgenerwerbs zur weiteren Ausformung und Verfestigung seines kurtrierischen Territoriums.
Mit der Belehnung werden Johann Walram und seine Erben Vasallen des Erzbischofs und Kurfürsten mit entsprechenden Verpflichtungen (auch militärischer Art). Auf der anderen Seite steht natürlich die Chance eines Aufstiegs in hochrangige Hofämter.
Aus dem Rahmen fällt allerdings die Zusatzvereinbarung wegen eines möglichen Schadensersatzanspruches gegen Johann Walram. Ursache ist die zuvor ausgetragene Fehde zwischen Graf Heinrich von Luxemburg und der Stadt Trier. Graf Heinrich von Luxemburg, der spätere Kaiser Heinrich VII. plante die Errichtung eines vermutlich als Zollstation gedachten festen Baues auf einer Moselinsel bei Grevenmacher. Trierer Bürger (unter ihnen auch Johann Walram) griffen an, schleiften den Neubau und verwüsteten mehrere Höfe auf luxemburgischem Territorium. Im Sommer des Jahres 1300 führte Graf Heinrich einen erfolgreichen Gegenangriff gegen Trier und das Umland durch.
In dem 1302 zwischen der Stadt Trier und dem Grafen von Luxemburg geschlossenen Friedensvertrag wird eine Schadensregulierung vereinbart, zu der auch Johann Walram mit 200 Pfund Luxemburger Denare verpflichtet wird. Walram lässt sich vom Erzbischof die Übernahme der Hälfte dieser Schadenssumme zusichern für den Fall, dass er zur Zahlung tatsächlich herangezogen wird.
Bevölkerungsentwicklung
Die Entwicklung der Einwohnerzahl von Sommerau, die Werte von 1871 bis 1987 beruhen auf Volkszählungen:
| Jahr | Einwohner |
| ---- | --------- |
| 1815 | 29        |
| 1835 | 51        |
| 1871 | 60        |
| 1905 | 80        |
| 1939 | 98        |
| 1950 | 111       |
| 1961 | 91        |

| Jahr | Einwohner |
| ---- | --------- |
| 1970 | 80        |
| 1987 | 64        |
| 1997 | 70        |
| 2005 | 79        |
| 2011 | 73        |
| 2017 | 75        |
| 2023 | 77        |

## Politik

### Gemeinderat
Der Ortsgemeinderat in Sommerau besteht aus sechs Ratsmitgliedern, die bei der Kommunalwahl am 9. Juni 2024 in einer Mehrheitswahl gewählt wurden, und der ehrenamtlichen Ortsbürgermeisterin als Vorsitzender.

### Ortsbürgermeisterin
Elisabeth Mayer wurde am 28. August 2024 Ortsbürgermeisterin von Sommerau. Bei der Direktwahl am 9. Juni 2024 war sie als einzige Bewerberin mit einem Stimmenanteil von 79,1 % für fünf Jahre gewählt worden.
Mayers Vorgängerin Lydia Hemmerling hatte das Amt 2019 übernommen und kandidierte bei der Wahl 2024 nicht erneut als Ortsbürgermeisterin. Zuvor hatte Doris Scherf das Amt von 2009 bis 2019 ausgeübt.

### Wappen
| Wappen von Sommerau | Blasonierung: „Schildhaupt durch Zinnenschnitt von Silber über Rot geteilt, darunter ein rotes Ankerkreuz in Silber.“ |
| Wappen von Sommerau | Wappenbegründung: Bei Sommerau erhebt sich unmittelbar an der Ruwer ein langer Felshügel mit den Ruinen der gleichnamigen Burg. Die Burg stand wohl schon gegen Ende des 13. Jahrhunderts. Als Hinweis auf sie ist im Gemeindewappen im Schildhaupt ein Zinnenschnitt aufgenommen. Der Trierer Kurfürst Werner von Falkenstein verfügte im Jahre 1389, dass das Schloss nach dem Tode von Johann Walrave an die Gebrüder Johann und Heinrich von der Fels kommen solle. Burg bzw. Schloss blieben in der Folge über Jahrhunderte im Besitz derer von der Fels. Ihr Wappen, ein rotes Ankerkreuz in Silber ist daher im unteren Schild des Gemeindewappens Sommerau wiedergegeben. |

## Wirtschaft und Tourismus
- Mahlmühle, 1572 erstmals erwähnt

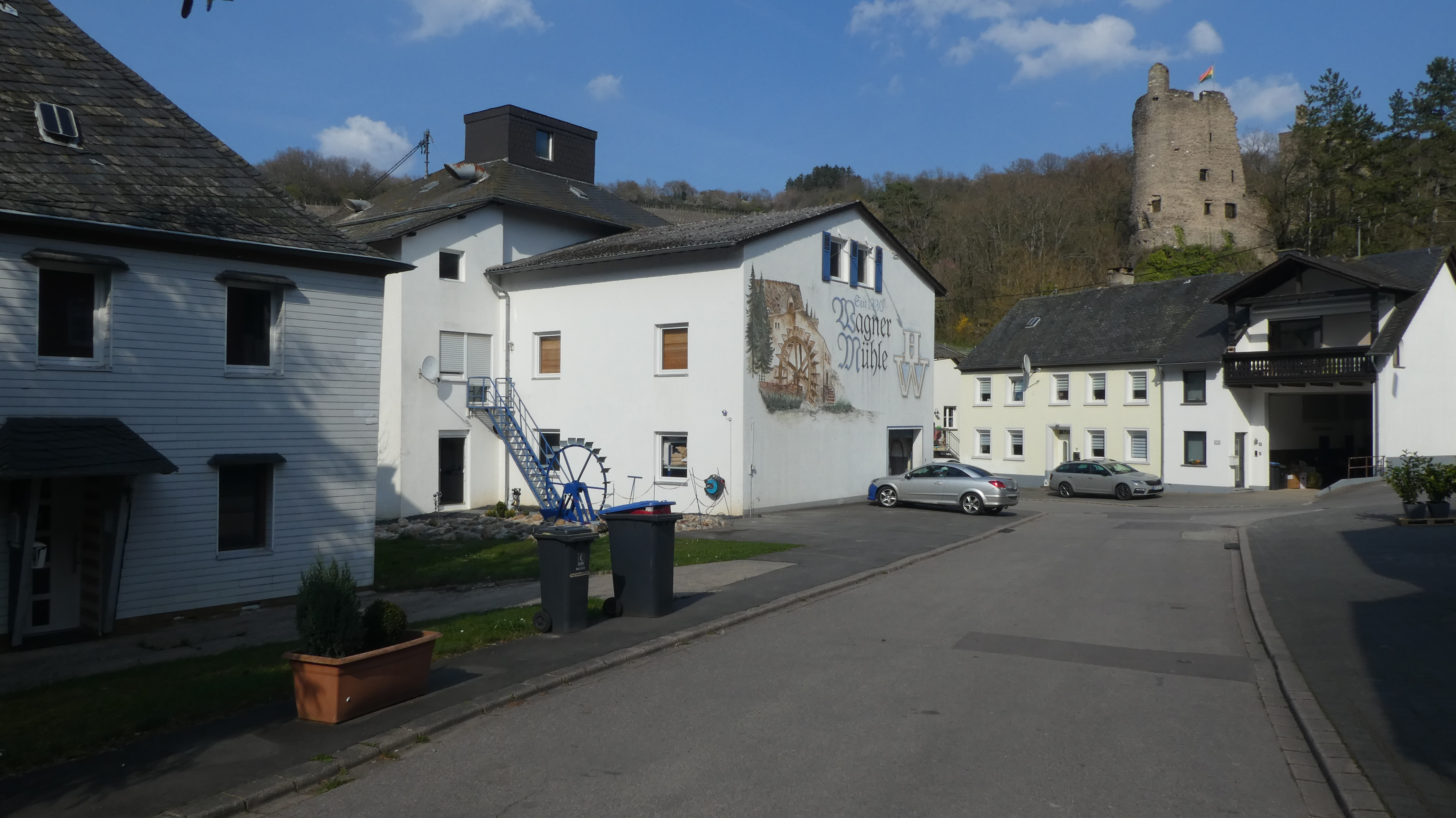
Ortskern mit Mühle und Burgruine.

- Weinbau, Weinlage Sommerauer Schlossberg
- In Sommerau befand sich ein Haltepunkt an der ehemaligen Hochwaldbahn, auf deren Trasse heute der Ruwer-Hochwald-Radweg verläuft.
- Das Kelterhaus von 1898 im Bachweg wurde 2010 grundlegend renoviert und beherbergt heute das Weingut und Restaurant Gut Sommerau.[8]
- Durch Sommerau führt die Kreisstraße 64.

## Öffentliche Einrichtungen
- Freiwillige Feuerwehr